# Polytribax crotchii
Polytribax crotchii är en stekelart som först beskrevs av Cresson 1879.  Polytribax crotchii ingår i släktet Polytribax och familjen brokparasitsteklar.

## Underarter
Arten delas in i följande underarter:
- P. c. hesperus
- P. c. fumipennis